# Puszcza Wkrzańska (ostoja ptaków IBA)
Puszcza Wkrzańska (kod ostoi PL003) – ostoja ptaków IBA (obszar rozpoznany przez BirdLife International jako ważny dla ochrony populacji ptaków), położona w województwie zachodniopomorskim. Ostoja leśna głównie z borami oraz enklawami lasów liściastych, torfowisk i obszarów niezalesionych. Ważne miejsce lęgowe bielika, rybołowa i kani rudej.
Na terenie obszaru znajduje się w całości obszar Natura 2000 Ostoja Wkrzańska (PLB320014).
Znajduje się w powiecie polickim (województwo zachodniopomorskie). Całkowita powierzchnia obszaru to 15 920 ha (14 596 ha). Ostoja leży w mezoregionie fizycznogeograficzny Równina Wkrzańska (313.23). Obszar ostoi obejmuje północną część Puszczy Wkrzańskiej. Wewnątrz ostoi zlokalizowane są cztery małe osady: Drogoradz, Mszczuje, Nowa Jasienica i Karpin. Około 89% ostoi stanowią lasy i zadrzewienia, 6% łąki i pastwiska, 3% tereny orne, 1% mokradła, a 1% zbiorniki wodne i cieki.
W ostoi stwierdzono ponad 26 gatunków ptaków z Załącznika I Dyrektywy ptasiej, w tym około 23 lęgowych. Ostoja jest ważnym w skali krajowej lęgowiskiem kani rudej, bielika i myszołowa oraz regionalnie ważnym stanowiskiem lęgowym żurawia i derkacza. Najważniejszymi gatunkami ptaków, które obserwuje się w ostoi, są: bocian biały, bocian czarny, bąk zwyczajny, kania czarna, kania ruda, bielik, błotniak stawowy, orlik krzykliwy, drzemlik, sokół wędrowny, kropiatka, derkacz, żuraw, łęczak, rybitwa czarna, puchacz zwyczajny, włochatka, lelek zwyczajny, zimorodek zwyczajny, dzięcioł czarny, dzięcioł średni, lerka, jarzębatka, muchołówka mała i gąsiorek.
Z roślin objętych ścisłą ochroną występują tu m.in.: kukułka szerokolistna Dactylorhiza majalis, kukułka krwista Dactylorhiza incarnata, gnieźnik jajowaty Listera ovata, rosiczka okrągłolistna Drosera rotundifolia, wiciokrzew pomorski Lonicera periclymenum.